# 里彭
里彭（英语：Ripon，/ˈrɪpən/），英国英格兰北约克郡城市，位于哈罗盖特以北19公里。总人口16,702（2011年）。它位於烏爾河的兩條支流，即拉韦河（River Laver）和斯科爾河（River Skell）的交匯處。里彭大教堂和噴泉修道院遺址位於此地。
里彭最初是由聖威弗烈建立起來的，當時名為“Inhrypum”，後來先後被維京人、諾曼人控制。金雀花王朝時，里彭作為羊毛和布匹貿易中心興起，但後來並未受到工業革命的影響。

## 交通

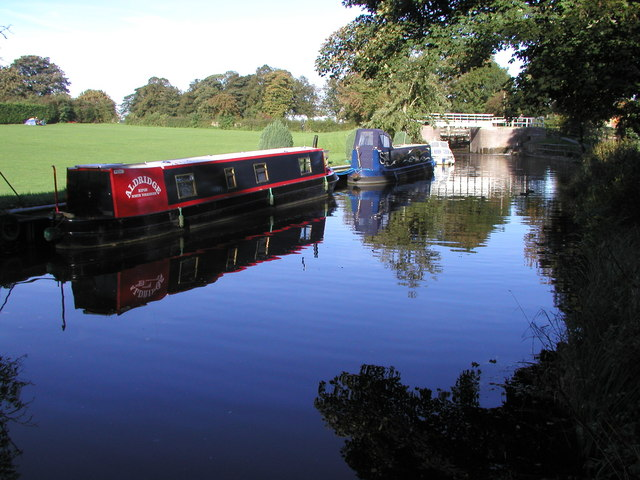
里彭運河

里彭鐵路站原本是里茲-諾薩勒頓鐵路上的一個站台，但是1960年代因英國政府縮減鐵路開支而關閉，但至今當地仍有團體試圖說服政府恢復其運營。
A1、B6265和A61公路均進過此地。1766年修通的里彭運河本來已在1956年廢棄，但1988年開始至1996年逐步重新疏通。

## 姊妹城市
- 富瓦，法国阿列日省，1957年缔结[7]

## 外部連接
- Visit Ripon （页面存档备份，存于），官方導遊網站